# Most Rạch Miễu
Rạch Miễu – most wantowy, wiszący na nad Deltą Mekongu, w Wietnamie. Most łączy Prowincję Tiền Giang (Mỹ Tho) z prowincją Bến Tre. Budowę rozpoczęto w dniu 30 kwietnia 2002 i zakończono 19 stycznia 2009. Całkowita długość wynosi 8331 m.